# Margaret Oliphant

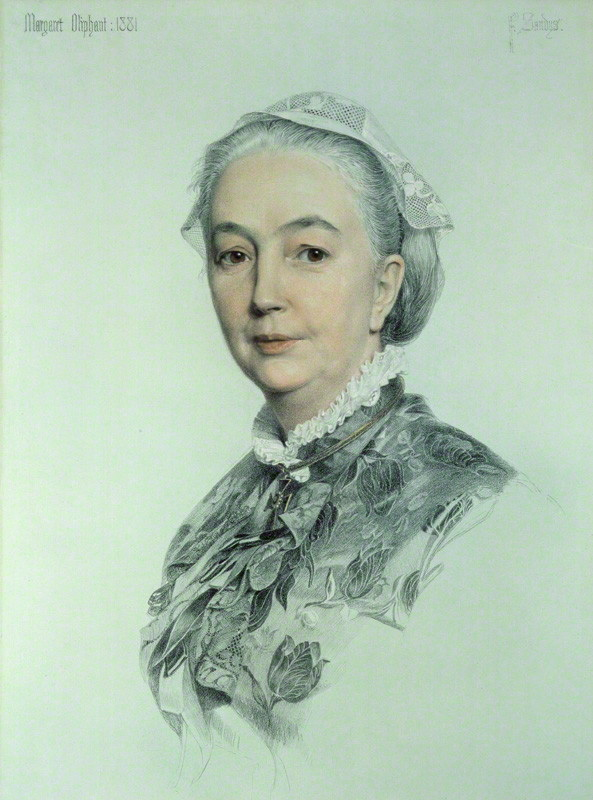
Margaret Oliphant 1881, gemalt von Frederick Augustus Sandys, National Portrait Gallery (London)

Margaret Oliphant Wilson Oliphant (* 4. April 1828 in Wallyford, Midlothian, Schottland; † 25. Juni 1897 in Wimbledon, England) war eine schottische Schriftstellerin. Ihren kuriosen Namen erhielt die geborene Margaret Oliphant Wilson durch eine Heirat mit ihrem Cousin Frank Oliphant. Unter ihrem Ehenamen Mrs Oliphant war sie im 19. Jahrhundert als erfolgreiche Schriftstellerin populärer Romane bekannt. Margaret Oliphant schrieb über 120 Werke, darunter Romane, Kurzgeschichten, Reiseberichte, historische Darstellungen, Biografien und Literaturkritik. Sie verfasste regelmäßig Beiträge für die Zeitschrift Blackwood’s Edinburgh Magazine. In ihrer posthum veröffentlichten Autobiographie beschrieb sie ihre Anstrengungen, als alleinerziehende Mutter und professionelle Schriftstellerin ihre Familie und weitere Angehörige wie die Kinder ihres Bruders durchzubringen. Nachdem Margaret Oliphant lange als zweitrangige Schriftstellerin und Massenproduzentin populärer Romane gesehen und vom Lesepublikum vergessen wurde, wird sie heute von der Literaturwissenschaft zunehmend als ernstzunehmende Autorin des 19. Jahrhunderts anerkannt.

## Leben
Margaret Oliphant Wilson wurde 1828 als jüngstes Kind von Francis W. Wilson und Margaret Oliphant in Wallyford, einem kleinen Ort in Midlothian in Schottland, geboren. Margaret hatte zwei ältere Brüder, Frank und Willie. Während Margarets Kindheit zog die Familie zunächst nach Lasswade bei Edinburgh, dann nach Glasgow, wo Francis Wilson eine Arbeitsstelle als Angestellter der Royal Bank annahm, und 1838 nach Liverpool. Margaret begann schon als Siebzehnjährige ihren ersten Roman (später veröffentlicht als Christian Melville). Durch die Vermittlung ihres Bruders Willie erhielt sie 1849 für den Roman Passages in the Life of Mrs Margaret Maitland, of Sunnyside ihren ersten Vertrag mit einem Verleger, Henry Colburn. 1849 begann sie auch für Blackwood’s Edinburgh Magazine zu schreiben, so wurde Katie Stewart als Fortsetzungsroman in der Zeitschrift veröffentlicht.
1849 lernte sie auch ihren Cousin Frank Oliphant kennen, ein Künstler und Glasfenster-Designer. Das Paar heiratete 1852 und zog nach London.  Auch während ihrer Ehe setzte Margaret ihre schriftstellerischen Aktivitäten fort.
Zwischen 1853 und 1858 gebar Oliphant fünf Kinder, von denen drei jedoch jeweils kurze Zeit nach der Geburt starben. Nur ihr 1853 geborenes erstes Kind, die Tochter Margaret (Maggie), und das 1856 geborene vierte Kind, der Sohn Cyril Francis (Tiddy), überstanden das Säuglingsalter. Bereit 1857 zeigten sich bei Frank Oliphant die ersten Symptome einer Tuberkulose. 1859 zog die Familie nach Italien in der Hoffnung, dass sich der Gesundheitszustand von Frank Oliphant durch das wärmere Klima bessern würde. Margaret Oliphant war inzwischen als Schriftstellerin so erfolgreich, dass sie den kranken Ehemann und die Kinder mit ihrem Einkommen ernähren konnte. Am 20. Oktober 1859 starb Frank Oliphant in Rom. Das letzte gemeinsame Kind, Francis Romano (Cecco) kam erst nach seinem Tod am 12. Dezember 1859 zur Welt. 1860 kehrte Margaret Oliphant mit ihren Kindern nach Großbritannien zurück.
1861 begann sie die Romanreihe Chronicles of Carlingford. Ihre Schriftstellerei war nun die wichtigste Finanzquelle für das Familieneinkommen. Zunehmend musste sie weitere notbedürftige Verwandte unterstützen, so ihren Bruder Frank, der 1868 finanziellen Ruin erlitt und dessen Kinder sie in ihren Haushalt aufnahm. Auch ihren zweiten Bruder Willie unterstützte sie über mehr als 20 Jahre. Sie kam für das Schulgeld ihrer eigenen Kinder und der Kinder ihres Bruders Frank auf. 1866 zog Margaret Oliphant nach Windsor, um in der Nähe von Eton zu sein, wo ihre Söhne die Schule besuchten. Das Haus in Windsor blieb bis zu ihrem Tod der Familienwohnsitz.
Die Kosten für den großen Haushalt sowie Unterhalt, Schulgeld für Eton, Internate in Deutschland und Studiengebühren für Oxford belasteten die Haushaltskasse der Familie. Margaret Oliphant sah sich deshalb gezwungen, möglichst kontinuierlich viele literarische Texte und Zeitschriftenartikel zu verfassen, um das Familieneinkommen zu sichern. Sie schrieb trotz zunehmender gesundheitlicher Einschränkungen noch bis ins hohe Alter Romane. Harte Schicksalsschläge für Margaret Oliphant waren der Tod vieler ihrer Angehöriger (ihre Tochter Maggie 1864, ihr Neffe Frank 1879, ihr Bruder Willie 1885, ihr Sohn Tiddy 1890, ihr Sohn Cecco 1894).
Margaret Oliphant starb am 25. Juni 1897 in Wimbledon, London. Ihre Autobiographie, an der sie noch in ihren letzten Jahren arbeitete, aber nicht fertigstellte, wurde von ihrer Nichte Denny Oliphant und ihrer entfernten Cousine Annie Coghill überarbeitet und posthum 1899 mit einigen Briefen veröffentlicht.

## Schaffen
Margaret Oliphant verfasste im Laufe ihrer Karriere als Schriftstellerin mehr als 120 Werke, darunter Romane, Kurzgeschichten, Reiseberichte, historische Abhandlungen und Literaturkritik. Zu ihren bekanntesten Romanen zählen Adam Graeme (1852), Magdalen Hepburn (1854), Lilliesleaf (1855), The Laird of Norlaw (1858) und eine Romanreihe unter dem Titel The Chronicles of Carlingford, die zunächst im Blackwood’s Magazine erschienen (1862–1865). Zu dieser Reihe gehören Salem Chapel (1863), The Rector, The Doctor’s Family (1863), The Perpetual Curate (1864) und Miss Marjoribanks (1866). Andere erfolgreiche Romane von Margaret Oliphant sind Madonna Mary (1867), Squire Arden (1871), He that will not when he may (1880), Hester (1883), Kirsteen (1890), The Marriage of Elinor (1892) und The Ways of Life (1897). Die Werke The Beleaguered City (1880) und A Little Pilgrim in the Unseen (1882) sind zwei Beispiele für Oliphants späteres Interesse an Mystik.
Neben Romanen verfasste Oliphant auch Texten zu Sachthemen: Dazu gehören Biografien von Edward Irving (1862), Laurence Oliphant (1892) und Richard Sheridan in English Men of Letters (1883). Zu ihren vielfältigen historischen Werken und Literaturkritiken zählen Historical Sketches of the Reign of George II. (1869), The Makers of Florence (1876), A Literary History of England from 1790 to 1825 (1882), The Makers of Venice (1887), Royal Edinburgh (1890), Jerusalem (1891) und The Makers of Modern Rome (1895).
Oliphant war zu Lebzeiten eine erfolgreiche und populäre Autorin. Nachdem sich um die Jahrhundertwende und nach dem Ersten Weltkrieg der Geschmack des Lesepublikums änderte, galten ihre Romane als überholt und altmodisch. Schon zu ihren Lebzeiten und nach ihrem Tod wurde ihr Werk oft als Massenproduktion eines hack writers gesehen. Im 20. Jahrhundert wurden viele ihrer Werke nach und nach nicht mehr aufgelegt und damit nicht mehr für das allgemeine Publikum zugänglich. Beachtung fand Oliphant und ihr Werk in den 1930er Jahren noch durch Virginia Woolf, die Oliphant als ein Beispiel dafür nannte, dass weibliche Autoren unter wesentlich schwierigeren Umständen arbeiten müssten als ihre männlichen Kollegen. Oliphant hätte ihr literarisches Talent vor allem dafür verwenden müssen, um kontinuierlich Massenware zu produzieren, die den Lebensunterhalt der Familie sicherte:

“Mrs Oliphant sold her brain, her admirable brain, prostituted her culture and enslaved her intellectual liberty in order that she might earn her living and educate her children...”

Diese Sicht auf Oliphant dominierte bis in die 1970er Jahre, wozu auch Oliphants Selbstdarstellung in ihrer Autobiographie beitrug. Ab den 1980er Jahren wurde Oliphant von der Literaturwissenschaft jedoch als beachtenswerte Autorin des 19. Jahrhunderts wiederentdeckt. Positiv gewürdigt wird heute in Oliphants Werk unter anderem die Charakterzeichnung ihrer weiblichen Hauptpersonen, die oft sehr viel stärkere Persönlichkeiten als ihre männlichen Partner sind. Im Roman Hester z. B. ist es die Tatkraft der Heldin Catherine Vernon, die das Bankgeschäft der Familie rettet, das durch männlichen Leichtsinn in Gefahr geraten war. Das erneute Interesse an Margaret Oliphant zeigte sich auch in der Neuauflage einiger ihrer Texte: Einige von Oliphants Artikeln erschienen in Textsammlungen zum 19. Jahrhundert. Einige Romane sowie ihre Autobiographie wurden in kritischen Ausgaben neu aufgelegt.

## Einstellung zu Frauenrechten
Zu Margaret Oliphants Lebzeiten war die Frage nach Frauenrechten, speziell die Frage des Frauenwahlrechts, ein heftig diskutiertes Thema. Oliphants Einstellung dazu wandelte sich im Laufe der Jahre von Ablehnung zur Befürwortung, jedoch ist sie oft als Antifeministin und konservative Autorin im Gedächtnis geblieben. Diese Sicht ist vor allem der Tatsache geschuldet, dass ihre Cousine Annie Coghill bei der Überarbeitung ihrer Autobiographie aus einem ihrer Briefe zitierte, in dem sie einen Artikel zum Frauenwahlrecht mit „mad notion of the franchise for women“ kommentierte. In zwei frühen Artikeln The Laws Concerning Women (April 1856) und The Condition of Women (Februar 1858) äußerte sich Oliphant zudem kritisch zur Frauenrechtsbewegung. Oliphant war jedoch nie eine klare Antifeministin, obwohl sie das Wahlrecht für sich selbst nicht unbedingt wollte. Einige Jahre später wandelte sich aber ihre Einstellung. So sagte sie 1880 öffentlich, dass sie es absurd fände, kein Wahlrecht zu haben, wenn sie eines wollte.
In einem Zeitschriftenartikel, The Grievances of Women (1880), äußerte Margaret Oliphant Sympathien für den damaligen Frauenrechtsaktivismus. Allerdings fokussierte sie in diesem Artikel weniger auf das Frauenwahlrecht selbst als vielmehr auf die Änderung des männlichen Verhaltens: Viel zu oft würden Frauen als Menschen zweiter Klasse behandelt. Es würde nicht anerkannt, dass sie genauso hart wie Männer arbeiten und das gesundheitliche Risiko der Geburt auf sich nehmen würden. Unverheiratete Frauen würden verachtet.

## Werke (Auswahl)

### Erstausgaben
- Katie Stewart, A True Story. Fortsetzungsroman. In: Blackwood’s Edinburgh Magazine, Juli–Dezember 1852.
- The Life of Edward Irving, Minister of the National Scotch Church, London. Hurst and Blackett, London 1862.
- The Rector and The Doctor's Family. Fortsetzungsroman. In: Blackwood’s Edinburgh Magazine, September 1861–Januar 1862.
- The Perpetual Curate. Fortsetzungsroman. In: Blackwood’s Edinburgh Magazine, Juni 1863–September 1864.
- Agnes. Macmillan, London 1865.
- Miss Majoribanks. Fortsetzungsroman. In: Blackwood’s Edinburgh Magazine, Februar 1865–Mai 1866.
- A Son of the Soil. Fortsetzungsroman. In: Macmillan’s Magazine, London November 1863–April 1865.
- Historical Sketches of the Reign of George II. In: Blackwood’s Edinburgh Magazine, Februar 1868–August 1869.
- The Story of Valentine and his Brother. In: Blackwood’s Edinburgh Magazine, Januar 1874–Februar 1874.
- The Curate in Charge. In: Macmillan’s Magazine, August 1874–Januar 1876.
- The Literary History of England 1790–1825. 1882.
- Hester. Macmillan, London 1883.
- The Ladies Lindores. Fortsetzungsroman. In: Blackwood’s Edinburgh Magazine, April 1882–Mai 1883.
- Sir Tom. Macmillan, London 1884.
- Two Stories of the Seen and the Unseen. William Blackwood and Sons, Edinburgh 1885.
- A Country Gentleman and his Family. Macmillan, London 1886.
- The Land of Darkness, along with some Further Chapters in the Experience of the Little Pilgrim. Macmillan, London 1888.
- Lady Car, The Sequel of a Life. Fortsetzungsroman. In: Longman’s, März–Juli 1889.
- Kirsteen, A Story of A Scottish Family Seventy Years Ago. Fortsetzungsroman. In: Macmillan’s Magazine, August 1889–August 1890.
- Diana Trelawney, The History of a Great Mistake. Fortsetzungsroman. In: Blackwood’s Edinburgh Magazine, Februar–Juli 1892.
- Old Mr Tredgold. Fortsetzungsroman. In: Longman’s, Juni 1895–Mai 1896.
- A Widow's Tale, and other Stories. William Blackwood and Sons, Edinburgh 1898.
- Stories of the Seen and Unseen. William Blackwood and Sons, Edinburgh 1902.

### Moderne Ausgaben
- Miss Majoribanks (mit einer Einleitung von Q. D. Leavis). Chatto & Windus, London 1969.
- Hester (mit einer Einleitung von Jennifer Uglow). Virago Modern Classics, London 1984.
- Kirsteen (mit einer Einleitung von Merryn Williams). Dent, Everyman Classics, London 1984.
- The Doctor’s Family and other Stories (mit einer Einleitung von Merryn Williams). Oxford University Press, Oxford 1986.
- The Autobiography of Margaret Oliphant: The Complete Text, herausgegeben von Elisabeth Jay. Oxford University Press, Oxford 1990, ISBN 0-19-818615-0.
- The selected works of Margaret Oliphant, herausgegeben von Joanne Shattock and Elisabeth Jay. Pickering & Chatto, London 2011–2017.